# Ferula longipes
Ferula longipes är en flockblommig växtart som beskrevs av Ernest Saint-Charles Cosson, Gaston Eugène Marie Bonnier och Paul Jean Baptiste Maury. Ferula longipes ingår i släktet stinkflokesläktet, och familjen flockblommiga växter. Inga underarter finns listade i Catalogue of Life.